# Naziemkowate
Naziemkowate (Albatrellaceae Nuss) – rodzina grzybów znajdująca się w rzędzie gołąbkowców (Russulales).

## Systematyka
Takson utworzył Ingo Nuss w 1980 roku. Według aktualizowanej klasyfikacji Index Fungorum bazującej na Dictionary of the Fungi do rodziny Albatrellaceae należą:
- Albatrellopsis Teixeira 1993
- Albatrellus Gray 1821 – naziemek, bielaczek
- Byssoporia M.J. Larsen & Zak 1978 – włóknoporka
- Fevansia Trappe & Castellano 2000
- Leucogaster R. Hesse 1882 – białobrzuszek
- Mycolevis A.H. Sm. 1965
- Polyporoletus Snell 1936
- Scutiger Paulet 1808

Polskie nazwy na podstawie pracy Władysława Wojewody z 2003 r.